# Eisaku Satō
Eisaku Satō (佐藤 榮作 Satō Eisaku?) (n. 27 martie 1901, Tabuse⁠(d), Prefectura Yamaguchi, Japonia – d. 3 iunie 1975, Minato, Tōkyō, Japonia) a fost un politician japonez care a ocupat funcția de prim-ministru al Japoniei din 1964 până în 1972. Este prim-ministrul cu a treia cea mai lungă durată de deținere a funcției și cu cel mai lung mandat neîntrerupt din istoria Japoniei.
Satō a fost ales în Dieta Națională în 1949, ca reprezentant al Partidului Liberal. Avansând treptat în ierarhia politică japoneză, el a ocupat o serie de funcții în guvernul Japoniei și a fost responsabil cu organizarea Olimpiadei de vară din 1964 de la Tokyo. În 1964 i-a succedat lui Hayato Ikeda ca prim-ministru al Japoniei, devenind primul prim-ministru japonez care s-a născut în secolul al XX-lea.
În calitate de prim-ministru, Satō a condus guvernul Japoniei într-o perioadă marcată de creștere economică rapidă și a dus o politică externă viguroasă. El a schițat cele trei principii antinucleare ale Japoniei la 11 decembrie 1967, a negociat restituirea insulelor Okinawa (ocupate de Statele Unite ale Americii la sfârșitul celui de-al Doilea Război Mondial) către Japonia, care a avut loc oficial la 15 mai 1972, și a semnat actul de aderare a Japoniei la Tratatul de Neproliferare Nucleară, pentru care a primit Premiul Nobel pentru Pace în 1974.

## Tinerețea

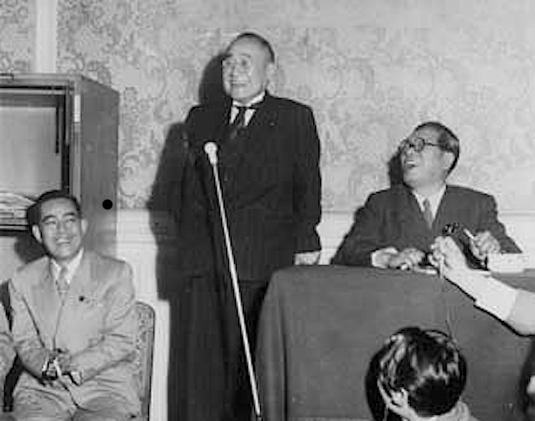
De la stânga la dreapta: Sato (pe atunci ministrul construcțiilor), prim-ministrul Shigeru Yoshida și președintele partidului, Saeki Ozawa (1953)

Satō s-a născut în orașul Tabuse din prefectura Yamaguchi la 27 martie 1901 în familia unui fabricant de sake și a fost fratele mai mic al lui Nobusuke Kishe (1896-1987), viitor prim-ministru al Japoniei (1957-1960). A studiat dreptul german la Universitatea Imperială din Tokyo, după care a promovat examenele pentru funcționari superiori în 1923, iar în anul următor, după absolvirea facultății, a devenit funcționar public în Ministerul Căilor Ferate. Primul său post a fost de director al gării Futsukaichi (Prefectura Fukuoka, Kyushu), câștigându-și o reputație de om eficient și ferm, efectuând mai multe stagii de pregătire în Statele Unite ale Americi și avansând treptat în cadrul ministerului. A ocupat funcția de director al Biroului Căilor Ferate din Osaka din 1944 până în 1946 și apoi a fost viceministru pentru transporturi din 1947 până în 1948.
Primul contact al lui Satō cu lumea politică a avut loc în 1948, când a fost numit în funcția de șef al Secretariatului Guvernului Japoniei în timpul premierului Shigeru Yoshida (17 octombrie 1948 - 16 februarie 1949). Satō a fost ales în Dieta Japoniei în 1949, ca reprezentant al Partidului Liberal.
Din februarie 1949 până în aprilie 1950 a făcut parte din Consiliul de cercetare a politicii publice în cadrul Partidului Liberal, apoi a fost secretar general al PL din aprilie 1950 până în mai 1951 și din nou din ianuarie 1953 până în iulie 1954. A avansat treptat în ierarhia politică japoneză, ocupând mai multe posturi guvernamentale: ministru al poștei și al telecomunicațiilor (iulie 1951 - iulie 1952), ministru al construcțiilor (octombrie 1952 - februarie 1953).
După ce Partidul Liberal a fuzionat cu Partidul Democrat pentru a forma Partidul Liberal Democrat, Satō a ocupat funcția de președinte al consiliului executiv al partidului din decembrie 1957 până în iunie 1958. Satō a devenit ministru al finanțelor (iunie 1958 - iulie 1960) în guvernele conduse de Nobusuke Kishi (fratele său) și Hayato Ikeda.
Din iulie 1961 până în iulie 1962 Satō a fost ministru al industriei și comerțului internațional. Din iulie 1963 până în iunie 1964 a fost concomitent șef al Agenției de Dezvoltare din Hokkaidō și al Agenției de Știință și Tehnologie, îndeplinind, de asemenea, funcția de ministru de stat însărcinat cu organizarea Olimpiadei de vară de la Tokyo din 1964.

## Prim-ministru al Japoniei

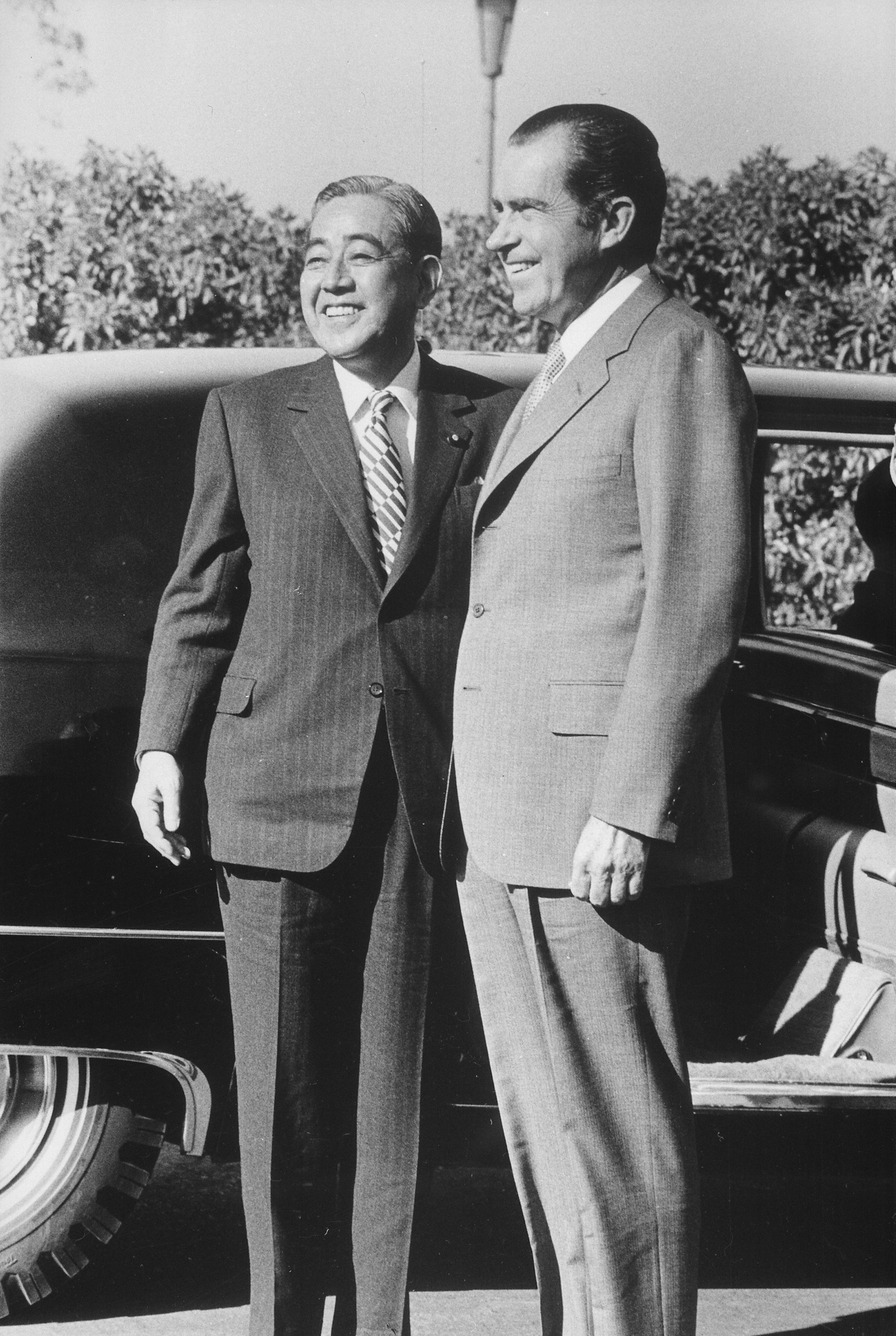
Satō a purtat negocieri cu președintele american Richard M. Nixon pentru restituirea Okinawei.

Satō i-a succedat lui Ikeda, după ce acesta din urmă și-a dat demisia din cauza stării precare de sănătate. Guvernarea sa a fost mai lungă decât cea a predecesorilor săi, iar până la sfârșitul anilor 1960 Satō părea să dețină controlul complet asupra întregului guvern japonez, ca urmare a faptului că trei lideri de facțiuni au decedat între timp. El a fost un prim-ministru popular datorită creșterii economice înregistrate în mandatul său; politica sa externă, care a urmărit să realizeze un echilibru între interesele Statelor Unite ale Americii și Chinei în această zonă, a fost mai alunecoasă. Radicalizarea politică a studenților a dus la numeroase proteste împotriva susținerii de către Satō a Tratatului de cooperare mutuală și securitate între Statele Unite ale Americii și Japonia și a sprijinului tacit al guvernului japonez pentru operațiunile militare americane din Vietnam. Aceste proteste s-au transformat în revolte masive, care l-au forțat în cele din urmă pe Satō să închidă prestigioasa Universitate din Tokyo pentru un an în 1969.
După trei mandate de premier, Satō a decis să nu candideze pentru al patrulea mandat. Facțiunea Satō din cadrul Partidului Liberal Democrat l-a susținut pe ministrul afacerilor externe, Takeo Fukuda, pentru postul de prim-ministru, dar dinamicul și mai popularul ministru al industriei și comerțului internațional, Kakuei Tanaka, a câștigat alegerile, punând astfel capăt dominației facțiunii Satō.

### Relațiile cu China continentală și cu Taiwanul
Satō este ultimul prim-ministru al Japoniei care a vizitat Taiwanul în timpul mandatului său. În 1965 a aprobat un împrumut de 150 de milioane de dolari pentru Taiwan. A vizitat capitala Taipei în septembrie 1967. Satō a susținut în 1969 că apărarea Taiwanului era necesară pentru asigurarea securității Japoniei. Prim-ministrul japonez Satō a urmat Statele Unite în majoritatea problemelor majore, dar s-a opus vizitei lui Nixon în China. Satō s-a opus, de asemenea, primirii Republicii Populare Chineze în Organizația Națiunilor Unite în 1971.

### Politica antinucleară
Satō a schițat cele trei principii antinucleare ale Japoniei la 11 decembrie 1967, ceea ce presupunea că Japonia nu va produce, nu va deține și nici nu va permite introducerea pe teritoriul ei a armelor nucleare. Ulterior, el a sugerat „Politica nucleară cu patru piloni”. În timpul primului mandat de prim-ministru al lui Satō, Japonia a semnat Tratatul de Neproliferare Nucleară în 1970. Dieta a votat o rezoluție prin care au fost adoptate formal cele trei principii antinucleare în 1971. Pentru aceasta Satō a primit Premiul Nobel pentru Pace în 1974.
Cu toate acestea, studiile recente arată că în culisele politice, Satō era mai înțelegător față de planurile americane de păstrare a armamentului nuclear pe pământ japonez. În decembrie 2008 guvernul japonez a declasificat un document care arată că, în timpul unei vizite în SUA din ianuarie 1965, prim-ministrul japonez a discutat cu oficialii americani posibilitatea de a folosi armamentul nuclear împotriva Republicii Populare Chineze. În decembrie 2009 fiul său a precizat că tatăl său a fost de acord într-o conversație din noiembrie 1969 cu președintele american Nixon să permită păstrarea focoaselor nucleare în Okinawa chiar și după restabilirea suveranității japoneze asupra insulelor.

### Restituirea Okinawei
La sfârșitul celui de-al Doilea Război Mondial teritoriul Prefecturii Okinawa fusese ocupat de armata Statelor Unite ale Americii. În timp ce se afla în vizită în Statele Unite în ianuarie 1965, Satō i-a cerut în mod deschis președintelui Lyndon Johnson să restituie insulele Okinawa către Japonia. În august 1965 Satō a devenit primul prim-ministru postbelic al Japoniei care a vizitat insula Okinawa.
În 1969 Satō a încheiat un acord cu președintele american Richard Nixon pentru restituirea teritoriului Prefecturii Okinawa și eliminarea armamentului nuclear american de pe insule: acest acord a fost totuși unul controversat, deoarece a permis menținerea bazelor militare ale Armatei Americane în Okinawa. Armata Americană a restituit oficial Japoniei la 15 mai 1972 insulele Okinawa, plus insulele Senkaku (cunoscute și sub numele de insulele Diaoyu în China și care făceau din 1971 obiectul unei dispute teritoriale chino-japoneze).

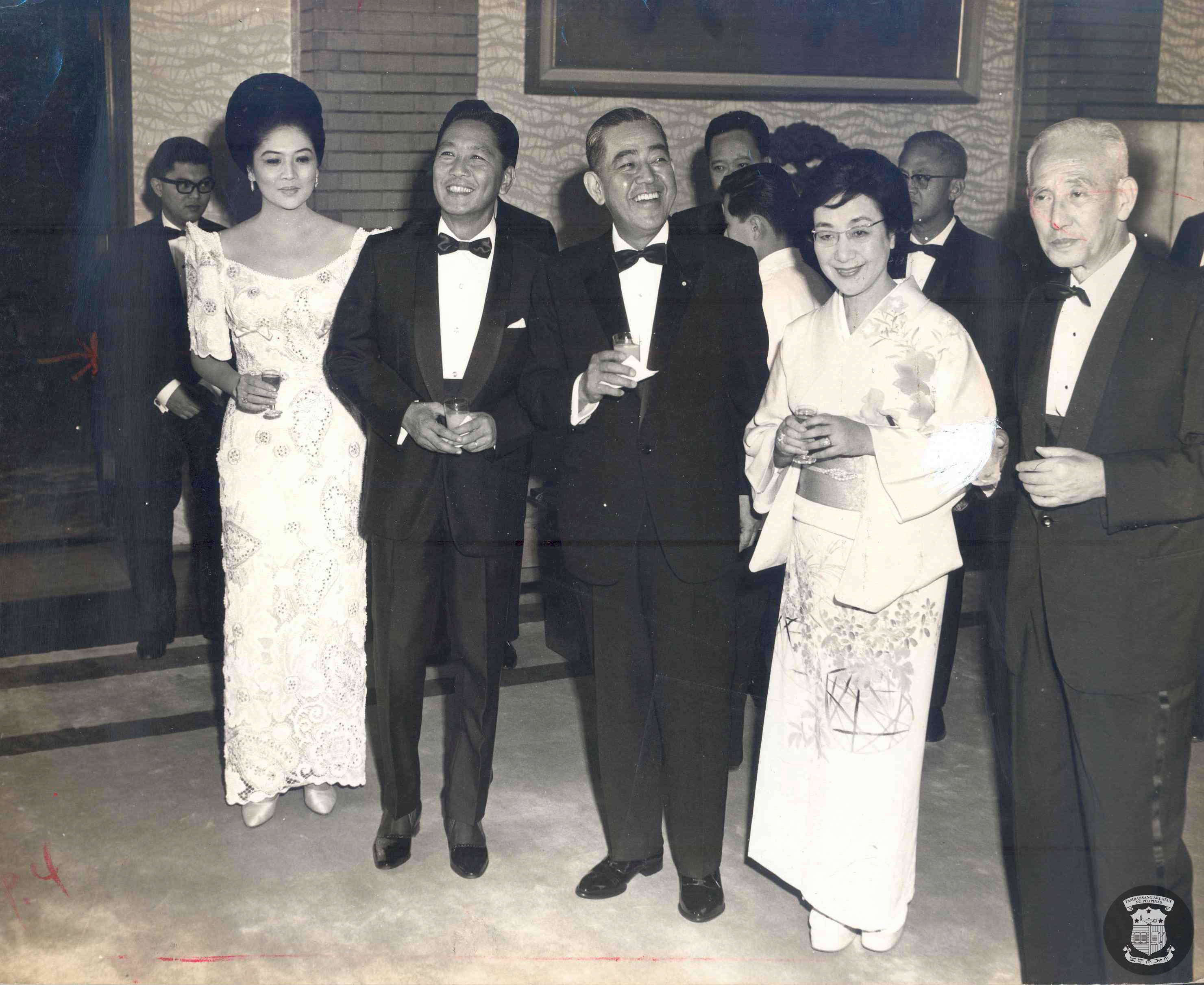
Satō și soția sa cu Ferdinand și Imelda Marcos

### Relațiile cu Asia de Sud-Est
În timpul mandatului lui Satō, Japonia a participat la înființarea Băncii Asiatice pentru Dezvoltare în 1966 și a organizat o conferință la nivel ministerial privind dezvoltarea economică a Asiei de Sud-Est. A fost prima conferință internațională sponsorizată de guvernul japonez în perioada postbelică. În 1967 a fost primul prim-ministru japonez care a vizitat Singapore. El a fost în mare parte un susținător al guvernului sud-vietnamez pe parcursul întregului război din Vietnam.

## Ultimii ani de viață
Satō a împărțit Premiul Nobel pentru Pace cu Seán MacBride în 1974. El a fost premiat pentru demonstrarea voinței poporului japonez pentru pace și pentru semnarea Tratatului de neproliferare a armelor nucleare în 1970. A fost primul asiatic care a acceptat Premiul Nobel pentru Pace. (În 1973 politicianul vietnamez Le Duc Tho devenise primul asiatic care a câștigat premiul, dar îl refuzase.)

## Moartea
În timp ce se afla la un restaurant la 19 mai 1975, Satō a suferit un atac cerebral masiv, care l-a adus în starea de comă. A murit în 3 iunie 1975, la ora 12:55, la Centrul Medical Universitar Jikei, în vârstă de 74 de ani. După funeraliile publice, cenușa sa a fost înmormântată în cimitirul familiei din Tabuse.
Satō a fost onorat postum cu Colanul Ordinului Crizantemei, cea mai înaltă decorație din onoare din sistemul de onoruri japonez.

## Onoruri
Satō a primit următoarele decorații:
- Premiul Fazanul de Aur al Asociației Cercetașilor din Japonia (1970)[22]
- Marele Cordon al Ordinului Suprem al Crizantemei (3 noiembrie 1972)
- Premiul Nobel pentru Pace (12 mai 1974)[9][12]
- Colanul Ordinului Suprem al Crizantemei (3 iunie 1975)[9]
- Rangul Juichii (3 iunie 1975)

### Decorații străine
- Spania : Marea Cruce a Ordinului „Isabela Catolica” (23 februarie 1965)[23]
- Malaysia : Mare Comandor Onorific al Ordinului Apărătorului Regatului (S.M.N.) (1967)[24]
- Singapore : Ordinul Temasek (25 septembrie 1967)[25]

## Viața personală
Satō s-a căsătorit la 23 februarie 1926 cu Hiroko Matsuoka (5 ianuarie 1907 - 16 aprilie 1987), nepoata diplomatului Yōsuke Matsuoka, și au avut doi fii, Ryūtarō și Shinji. Într-un interviu acordat în 1969 romancierului Shūsaku Endō și publicat în ziarul Shukan Asahi, soția sa l-a acuzat că este afemeiat și violent în relațiile casnice. Printre hobby-urile sale s-au numărat golful, pescuitul și ceremonia japoneză a ceaiului. Cel de-al 37-lea prim-ministru al Japoniei, Nobusuke Kishi, era fratele său mai mare; iar actualul prim-ministru, Shinzō Abe, este strănepotul său. Atât premierul Satō, cât și soția sa, Hiroko Matsuoka, sunt descendenți ai samurailor (samuraiul Nobuaki Sato a fost străbunicul lui Eisaku).

## Legături externe
- Înregistrare a vizitei lui Eisaku Sato în Washington DC Arhivat în 26 iulie 2014, la Wayback Machine.
- Comitetul Nobel despre Premiul pentru Pace din 1974
- Satō Eisaku EB article
- Site-ul guvernului japonez
- Despre Premiul Nobel pentru Pace oferit lui Eiskau Sato, la OpenLearn Arhivat în 7 martie 2016, la Wayback Machine.